# Pentalogie de Fallot
Le terme de pentalogie de Fallot désigne classiquement une malformation cardiaque congénitale associant à une tétralogie de Fallot la présence d'une communication inter-auriculaire (CIA) c'est-à-dire entre les oreillettes. En fait, il est de moins en moins usité au profit de "Tétralogie de Fallot associée à une CIA" tant cette association est fréquente.
Le nom de la pathologie est associé à Étienne-Louis Arthur Fallot bien que ce ne soit pas lui qu'il l'ait rapportée pour la première fois. Toutefois, la similarité avec la tétralogie fait que la référence à Fallot a été conservée.
Cette cardiopathie congénitale est dite « cyanogène » (car elle affecte l'oxygénation) et c'est une des causes possibles de la « maladie bleue ». 
Le nom de cette pathologie vient de la coloration bleutée de la peau et des ongles, secondaire à la cyanose affectant les patients atteints. Cette cyanose est liée d'une part à un mélange du sang oxygéné et non oxygéné dans le cœur, d'autre part à une diminution de la circulation sanguine dans les poumons, où le sang est oxygéné. Ce défaut d'oxygénation du sang est responsable d'une hypoxie des tissus de l'organisme, se traduisant notamment par un essoufflement (dyspnée).